# 日本大学医学部附属看護専門学校
日本大学医学部附属看護専門学校（にほんだいがくいがくぶふぞくかんごせんもんがっこう）は、東京都板橋区にある。日本大学付属の看護専門学校で医学部に併設されている。課外活動等を通じて隣接する医学部との交流も行われている。学生寮は校舎の隣にある。

## 概要
- 設置者 - 学校法人日本大学
- 共学・別学 - 男女共学（2007年4月より）
- 所在地・連絡先
  - 所在地 - 〒173-0032 東京都板橋区大谷口上町71番12号
- アクセス - 東武鉄道東上線 大山駅より徒歩20分
- 設置学科 - 看護科
- 就業年限 - 3年
- 修了者称号 - 専門士（医療専門課程）
- 目標資格 - 看護師

## 学校行事
- 入学式
- 戴帽式
- 若樹祭（文化祭）
- スポーツ大会
- 卒業式

## 沿革
- 1925年3月 - 日本大学専門部医学科（医学部の前身）が設置される。
- 1932年1月 - 附属駿河台病院看護婦養成所が開設される。
- 1942年3月 - 医学部が設置され、医学部予科も開設される。
- 1948年3月 - 専門部医学科が廃止される。
- 1950年4月 - 准看護婦養成所が設置される。
- 1951年3月 - 医学部予科及び、駿河台看護婦養成所、准看護婦養成所が廃止される。
- 1951年4月 - 医学部附属准看護婦養成所が設置される。
- 1965年4月 - 医学部附属板橋准看護婦養成所が廃止され、医学部附属高等看護学院が設置される。
- 1980年3月 - 医学部附属高等看護学院、専修学校となり医学部附属看護専門学校に改称。
- 2007年4月 - 男女共学となる。

## 実習施設
- 日本大学病院
- 日本大学医学部附属板橋病院